# Den Store Klassefest
Den Store Klassefest var et tv-program på TV 2, hvor to kendte personer mødes, så de kan snakke om deres barndom. Programmet blev sendt fra 1998-2000 med Kamilla Bech Holten som vært. Det var et af de mest succesfulde shows i TV 2's historie.
Gregersen døde af kræft i 2008, og det sidste program af Den Store Klassefest blev i den forbindelse genudsendt.
I 2009 relancerede TV 2 programmet med Hans Pilgaard som vært, der havde deltaget som gæst i den første serie.

## Gæster
1998-2000
- Flemming Jensen og Jesper Klein
- Hans Pilgaard og Jan Linnebjerg
- Camilla af Rosenborg og Søren Rasted
- Stig Rossen
- Timm Vladimir og Gordon Kennedy
- Peter Belli og Johnny Reimar

2009-serien
- Johannes Langkilde
- René Dif
- Helle Thorning-Schmidt
- Anne-Mette Rasmussen
- Søs Egelind
- Omar Marzouk
- Jesper Steinmetz
- Christiane Schaumburg-Müller
- Sofie Lassen-Kahlke
- Joachim B. Olsen
- Christian Stadil